# 印度尼西亚医院
印度尼西亚医院（阿拉伯语：‎）是一家位于巴勒斯坦國加沙地带北加沙省拜特拉希亚的醫院。
该医院于2011年开始建造。该项目耗资1260亿印度尼西亚卢比，资金来自於印度尼西亚民眾、印尼红十字会、穆罕马迪亚等组织的捐款。
2016年1月9日，印度尼西亚副总统优素福·卡拉为医院揭幕。
医院拥有100张病床、4个手术室和1个擁有10张床位的加護病房。 醫院內有大约400名巴勒斯坦人以及几名来自印度尼西亚的志愿者。巴勒斯坦人的工資由加沙卫生部支付。